# Ursula Eggenberger
Ursula Eggenberger (* 1962) ist eine Schweizer Kommunikationsspezialistin und Journalistin. Seit Mai 2011 leitet sie die Sektion Kommunikation der Bundeskanzlei. Im Jahr 2024 amtierte sie zeitweise als Bundesratssprecherin ad interim, erneut von April bis Juli 2025.

## Werdegang
Ursula Eggenberger erwarb zunächst ein Lehrpatent und unterrichtete in St. Gallen. Anschliessend studierte sie Kunstgeschichte, Philosophie und Deutsche Sprachwissenschaft an der Universität Zürich, wo sie 1994 das Lizenziat an der Philosophischen Fakultät erwarb und mit einer Arbeit bei Stanislaus von Moos abschloss. Bereits während ihrer Studienzeit war sie als freie Mitarbeiterin für verschiedene Schweizer Medien tätig, darunter für den Tages-Anzeiger, die Schweizer Woche und die Zürichsee-Zeitung.
Nach ihrem Studienabschluss trat Eggenberger in die Kommunikationsbranche ein. Sie arbeitete bei mehreren Unternehmen als Kommunikationsberaterin. Am 1. Mai 2011 übernahm sie die Leitung der Sektion Information/Kommunikation (heute: Sektion Kommunikation) der Bundeskanzlei und folgte damit auf Hansruedi Moser. 
Am 15. Mai 2024 ernannte der Bundesrat Ursula Eggenberger zur Bundesratssprecherin ad interim, nachdem der Amtsinhaber, André Simonazzi, überraschend verstorben war. Sie übergab diese interimistische Position am 30. September 2024 an Andrea Arcidiacono, der durch den Bundesrat zum Vizekanzler und Bundesratssprecher gewählt worden war. Zusammen mit der Ankündigung des Rücktritts von Vizekanzler Arcidiacono per 31. März 2025 gab der Bundesrat bekannt, dass Ursula Eggenberger ab 1. April 2025 die Funktion der Bundesratssprecherin erneut ad interim übernehmen wird, bis er über die Nachfolge von Vizekanzler Arcidiacono entschieden hat. Mit dem Antritt von Nicole Lamon als Bundesratssprecherin  am 1. August 2025 gab sie das Amt wieder ab.